# دومينيك أرنولد
دومينيك أرنولد (بالفرنسية: Dominique Arnould)‏ مواليد 19 نوفمبر 1966 في فرنسا، هو دراج فرنسي سابق في صنف سباق الدراجات على الطريق.

## سجل النتائج

### سباقات أو مراحل فاز بها
- طواف فرنسا

## وصلات خارجية
- الموقع الرسمي

## روابط خارجية
- دومينيك أرنولد على موقع أرشيف الدراجات (الإنجليزية)
- دومينيك أرنولد على موقع إحصائيات الدراجات الإحترافية (الإنجليزية)
- دومينيك أرنولد على موقع CycleBase (الإنجليزية)